# Pieniński Park Narodowy
Pieniński Park Narodowy – jeden z 23 parków narodowych na terenie Polski, utworzony 1 czerwca 1932 r. jako pierwszy park narodowy w Polsce, położony w województwie małopolskim.

## Ogólna charakterystyka
Pieniński Park Narodowy zajmuje najcenniejsze pod względem krajobrazowym i przyrodniczym obszary Pienin Właściwych: Masyw Trzech Koron, Pieniny Czorsztyńskie, Pieninki, Pieniński Przełom Dunajca. Z Pienin Spiskich włączone zostały w obszar parku tylko Zielone Skałki.
Ma najwyższy wśród wszystkich polskich parków narodowych wskaźnik nasilenia ruchu turystycznego w przeliczeniu na 1 ha powierzchni. Dla turystów udostępniono 35 km szlaków. Zalicza się do nich również stanowiący atrakcję na skalę europejską spływ tratwami przełomem Dunajca (jego trasę można przejść także pieszo Drogą Pienińską). Dla turystów przygotowano galerie widokowe na Trzech Koronach i Sokolicy. Pobliskimi atrakcjami turystycznymi są również ruiny Zamku w Czorsztynie i Zamek w Niedzicy. 53% powierzchni parku to własność Skarbu Państwa (ponad połowa zakupiona jeszcze w czasach II Rzeczypospolitej), reszta to tereny prywatne na których prowadzona jest działalność gospodarcza.

## Historia
Potrzebę ochrony przyrody Pienin uznawali już niektórzy starości czorsztyńscy w XVII wieku. W dokumencie z 1625 r. jest tekst: las który zowią Pieniny, jest w gruncie miejskim jako potok pieniński idzie, zostawić go w pokoju dla zamnożenia zwierza na potrzebę zamkową, które to Pieniny wyżej pomienione mają bydz spokonie od tych mieszczn od pasenia leśnego dobytku, które mu rąbią, także od wszelakich strzelców jakimkolwiek stawaniem na zwierz, także i od wszelakiego postronnego i pogranicznego człowieka... Właściwa historia parku sięga 1921 roku, kiedy to z inicjatywy prof. Władysława Szafera na terenie będącym własnością Stanisława K. Drohojowskiego powstał rezerwat dla ochrony łąk wokół ruin Zamku w Czorsztynie (7,5 ha). Pod koniec lat 20. XX w. rozpoczęto wykupy gruntów prywatnych położonych głównie w Pieninach Środkowych w Masywie Trzech Koron, z przeznaczeniem pod utworzenie pierwszego w Polsce parku narodowego. Wstępny projekt opracował prof. Stanisław Kulczyński. 23 maja 1932 r. podsekretarz stanu Wiktor Leśniewski podpisał za ministra rolnictwa rozporządzenie o utworzeniu z dniem 1 czerwca 1932 r. z rezerwatu w Pieninach jednostki organizacyjnej pod nazwą „Park Narodowy w Pieninach”. Miał on mieć łącznie z rezerwatem na Zamku Czorsztyńskim powierzchnię 16,5 km². Rozporządzenie ukazało się w „Monitorze Polskim” Nr 123 (poz.156). W 1924 r. zawarto porozumienie z rządem Czechosłowacji w sprawie wspólnego utworzenia przygranicznych obszarów chronionych i uregulowania turystyki. Negocjacje prowadził prof. Walery Goetel, warto dodać, że było to pierwsze porozumienie z rządem Czechosłowacji. W 1926 r., gdy wszystkie procedury były już dopięte na ostatni guzik, podejrzewano, że idea utworzenia parku zakończy się fiaskiem, znajdujący się bowiem w trudnej sytuacji finansowej Skarb Państwa odmówił wykupu od prywatnych właścicieli terenów po bardzo wygórowanych cenach, a ci nie mogąc się doczekać sfinalizowania transakcji rozpoczęli rabunkowy wyrąb lasów. W wyniku licznych głosów oburzenia rozpoczęto w końcu wykup gruntów i w sierpniu 1932 r. na obszarze 423 ha proklamowano utworzenie w polskich Pieninach Parku Narodowego, w tym samym też roku powstał czechosłowacki Pieniński Park Narodowy. Jeszcze przed II wojną światową powiększano dalej poprzez wykupy obszar parku, powstały też małe prywatne rezerwaty w Małych Pieninach.
Kolejną podstawą prawną istnienia parku było rozporządzenie Rady Ministrów z 30 października 1954 r. o utworzeniu z dniem 1 stycznia 1955 r. Pienińskiego Parku Narodowego. Obszar jego uległ powiększeniu do 2231 ha poprzez włączenie w skład parku terenów należących do chłopów i gromad wiejskich (ale z prawem do użytkowania przez nich). Zlikwidowano też część szlaków turystycznych. Aktualnie park funkcjonuje w oparciu o rozporządzenie Rady Ministrów z dnia 14 maja 1996 r., w 2003 r. ma powierzchnię 2346 ha i w dalszym ciągu powiększa się jego obszar poprzez wykupy.
W 1960 r. na siódmym zgromadzeniu Międzynarodowej Unii Ochrony Przyrody i jej Zasobów uchwalono: Siódme Zgromadzenie, pozostając pod głębokim wrażeniem wspaniałości Przełomu Dunajca i Pienińskiego Parku Narodowego, wyraża przekonanie, że jest to tak pod względem botanicznym, jak i ze względu na piękny krajobraz jedno z najpiękniejszych i najcenniejszych miejsc w Europie.

## Galeria

Widok ogólny
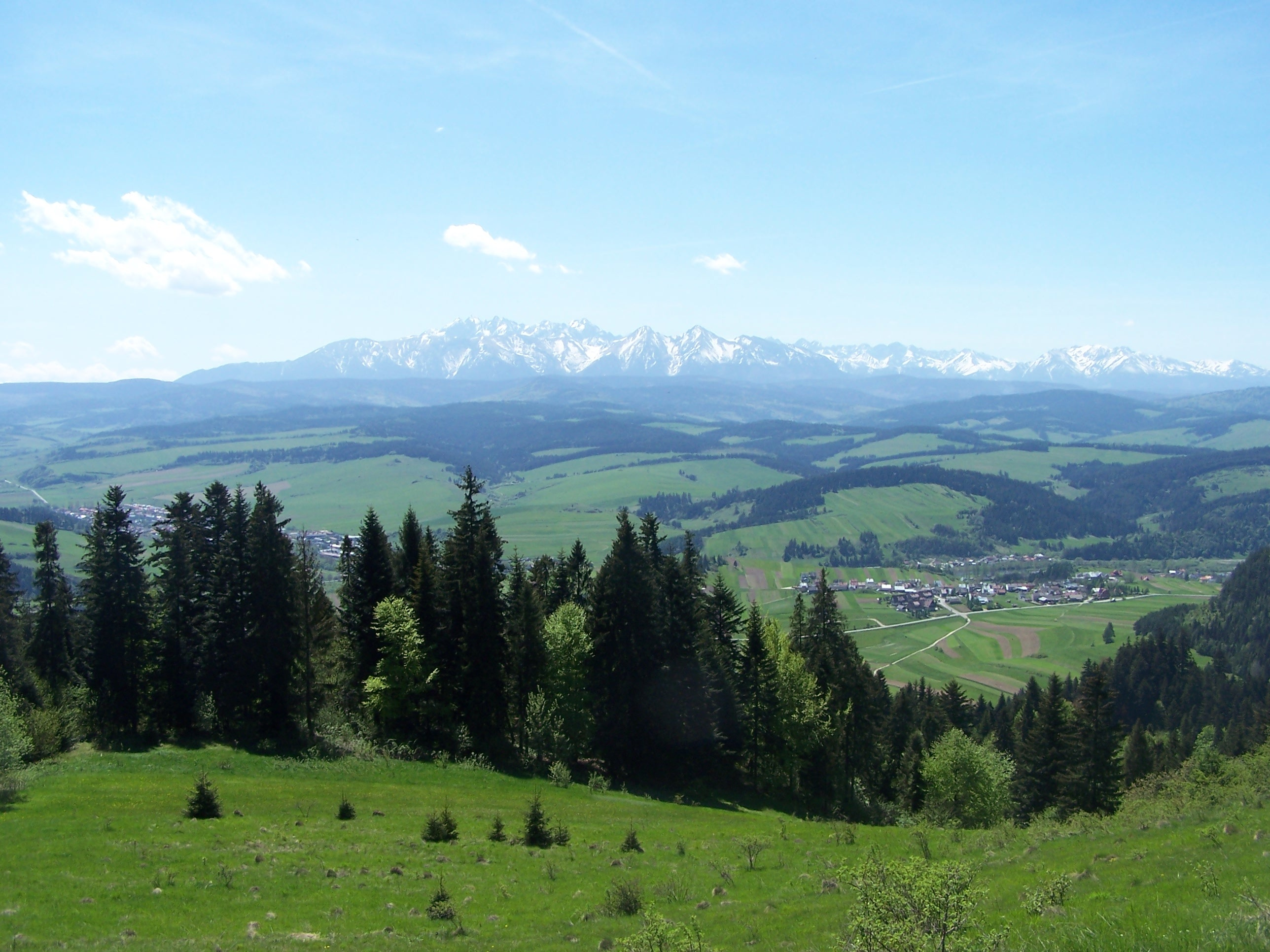
Polana Suszyna w tle Tatry
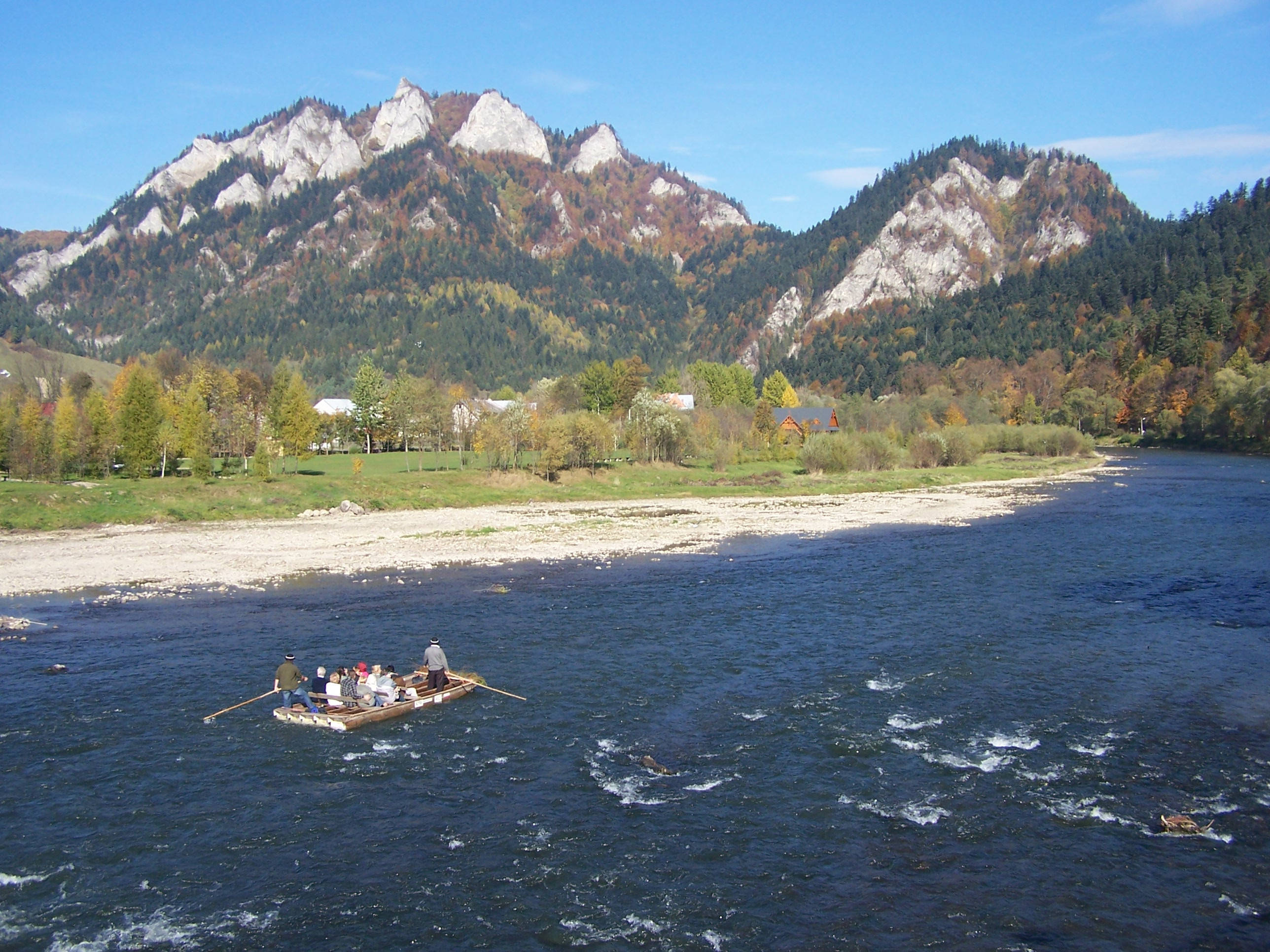
Dunajec, Trzy Korony i Facimiech
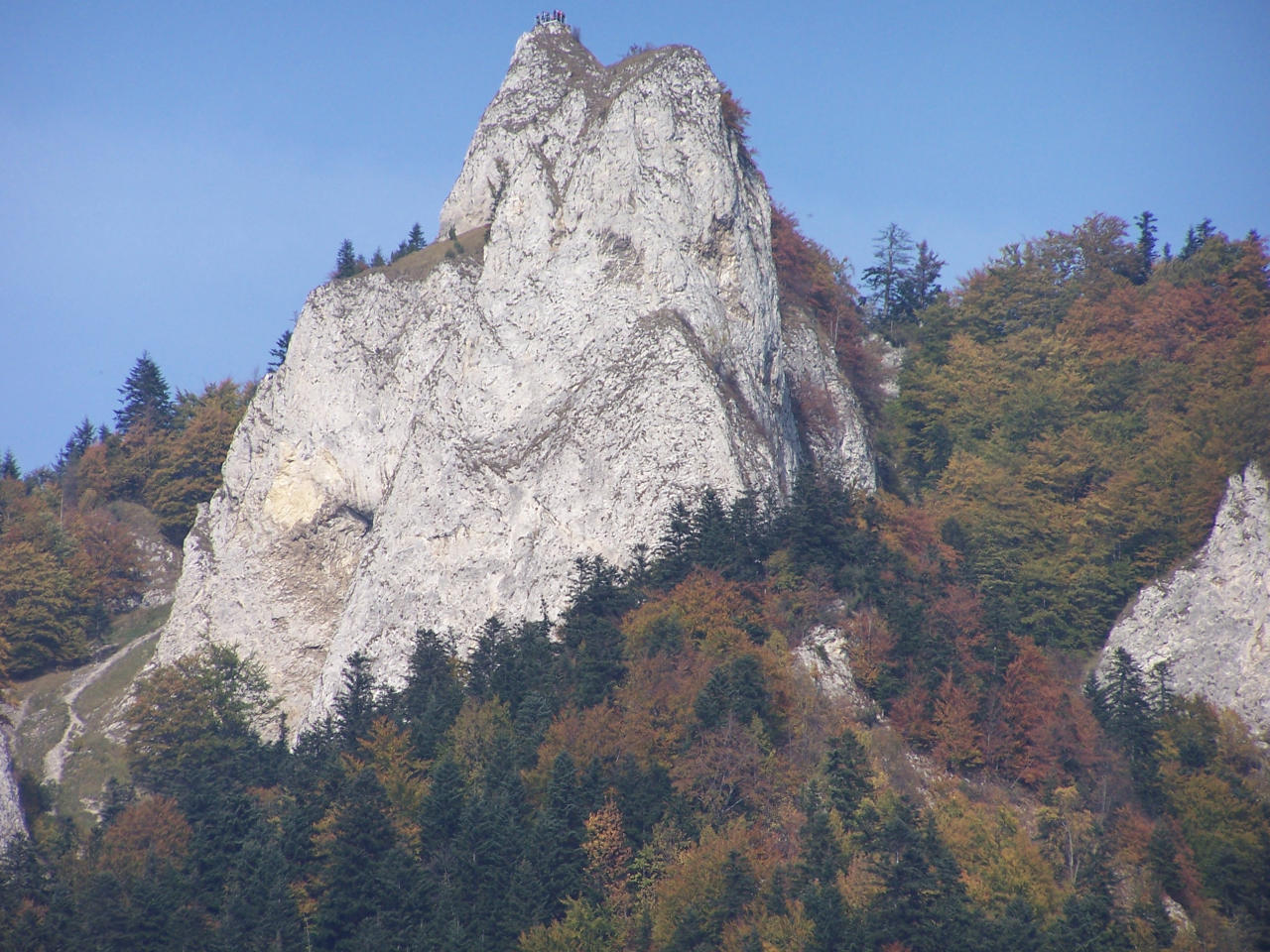
Szczyt Trzech Koron (Okrąglica)
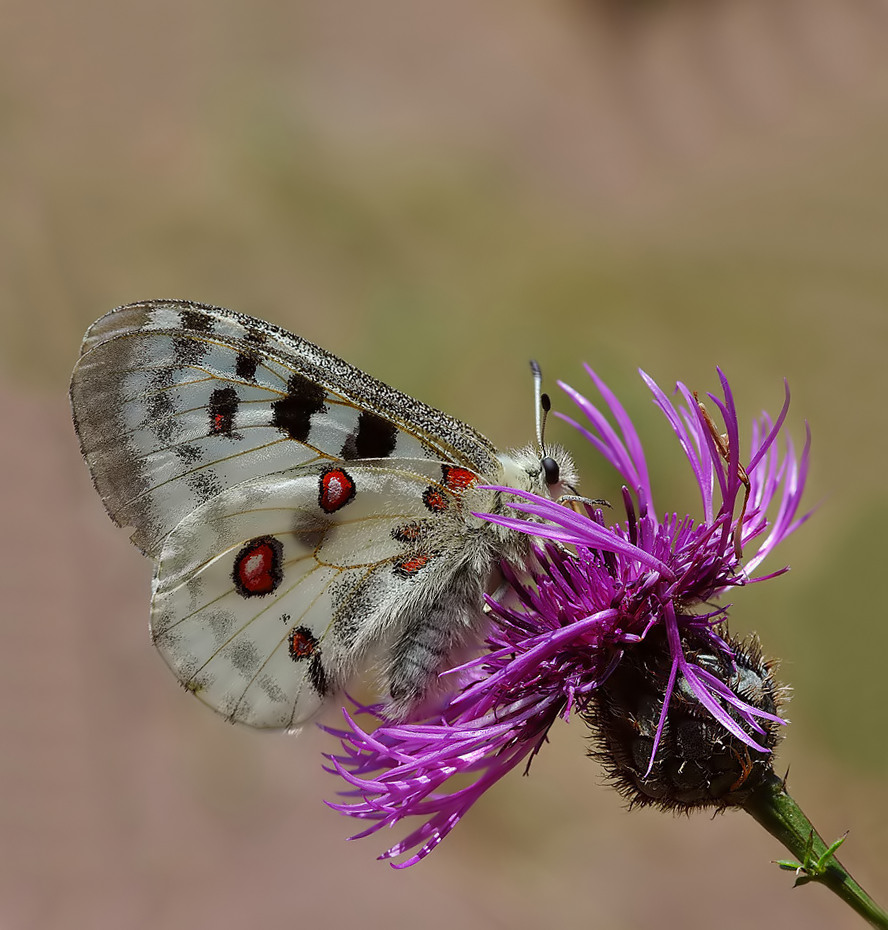
Niepylak apollo
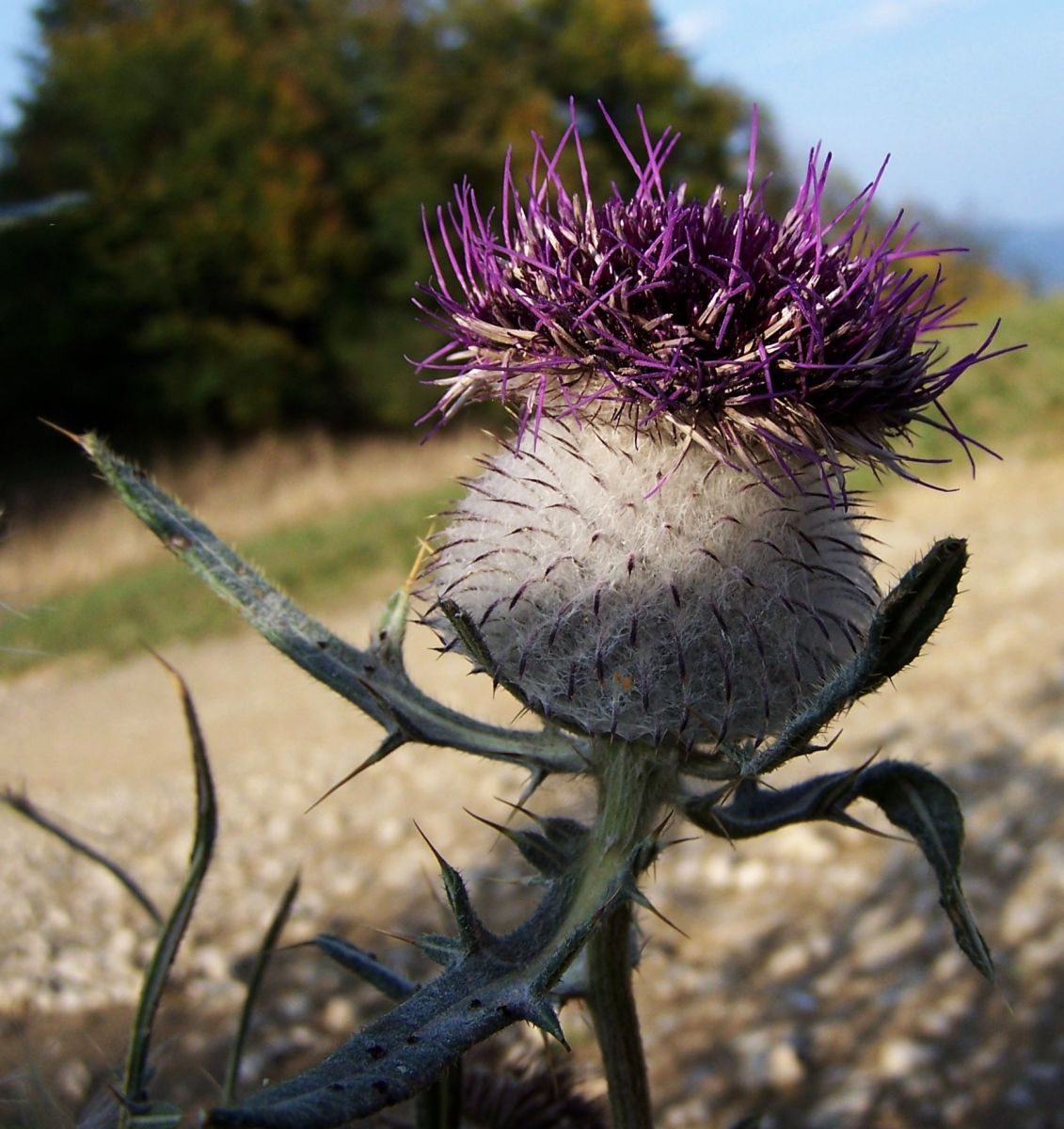
Ostrożeń głowacz
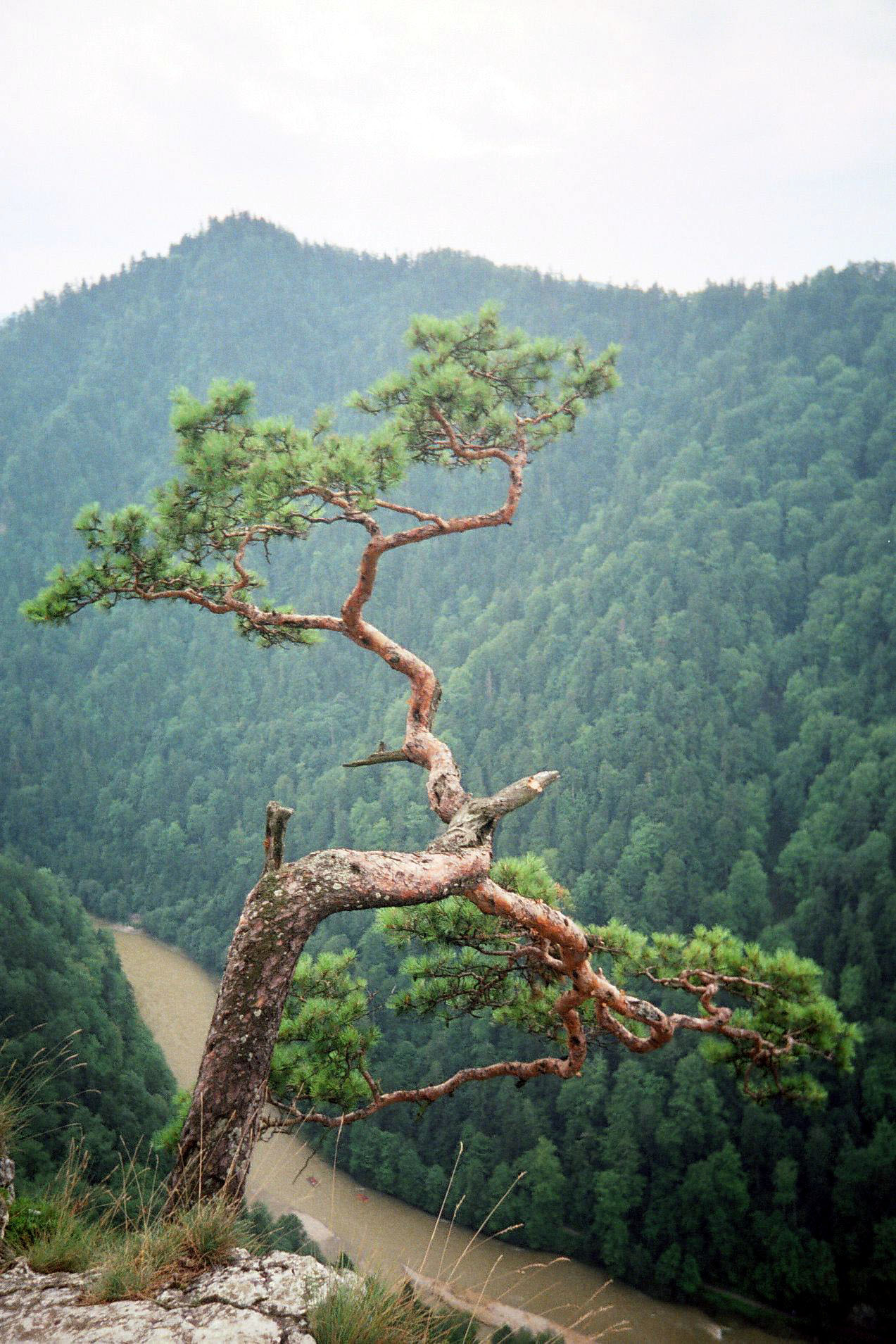
Reliktowa sosna na Sokolicy
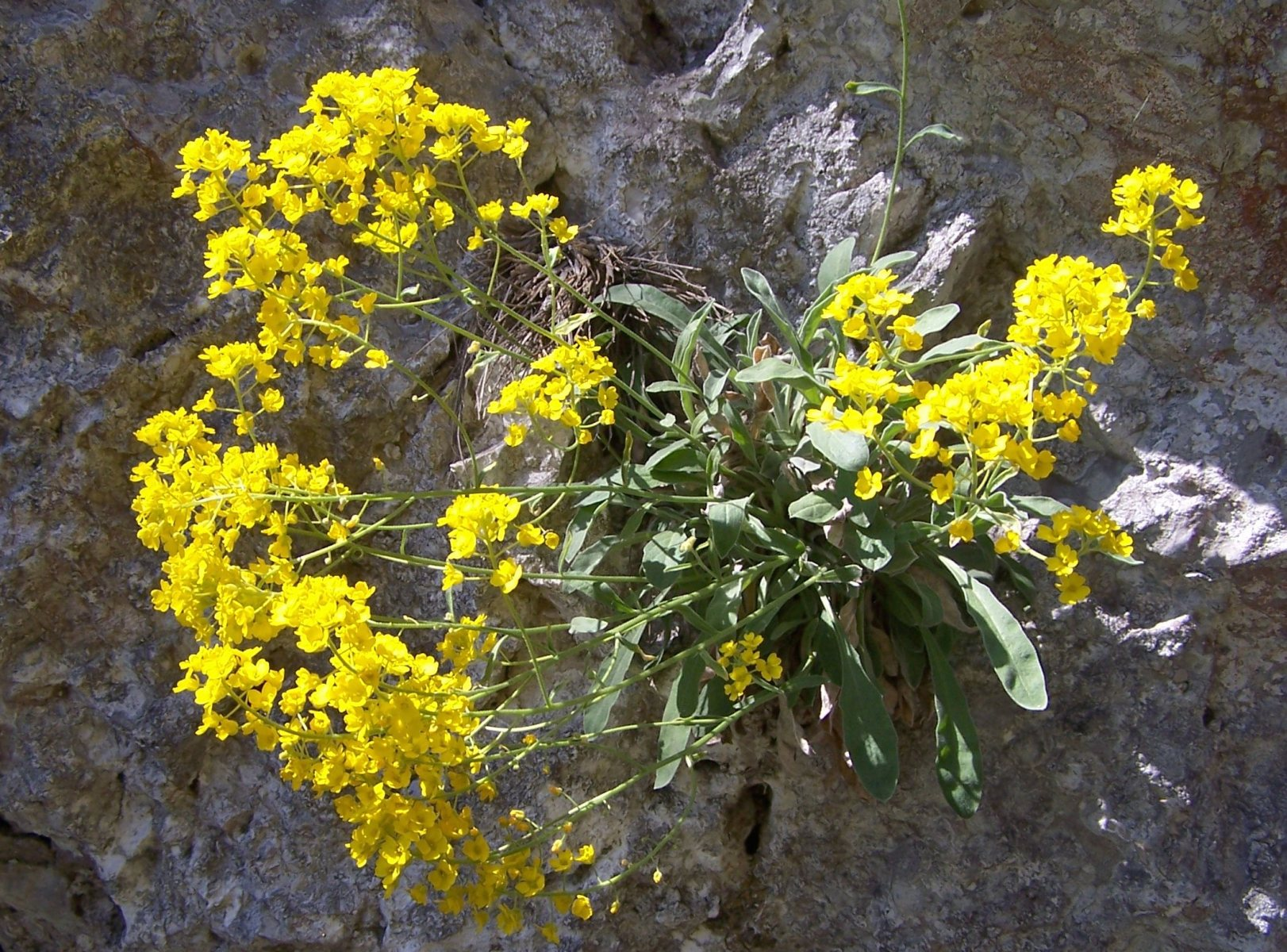
Smagliczka skalna

## Flora i mykobiota
Urozmaicona rzeźba terenu, różnorodność siedlisk i mikroklimatów, długa historia rozwoju tutejszej flory (w plejstocenie nie było tutaj zlodowacenia), spowodowały, że mimo niewielkiej powierzchni parku jego flora jest bardzo ciekawa i zróżnicowana. Najciekawsza roślinność występuje w Masywie Trzech Koron z Wąwozem Szopczańskim i na niedostępnej północnej ścianie Smolegowej Skały.
Na obszarze PPN występuje 1100 gatunków roślin naczyniowych, w tym 2 endemity: pszonak pieniński i mniszek pieniński. Występuje tutaj zaskakująco dużo, bo aż 167 gatunków roślin górskich, mimo że Pieniny mają niedużą wysokość. Opisano także ponad 400 gat. glonów, 230 gat. mchów, 550 gat. grzybów kapeluszowych, ponad 400 gat. porostów i ciągle opisywane są nowe gatunki. Osobliwościami, które na terenie Polski występują wyłącznie w Pieninach są także: pienińska odmiana bylicy piołunu, chaber pieniński, złocień Zawadzkiego czy jałowiec sabiński (poza Pieninami nie występuje nigdzie indziej w Karpatach Zachodnich). Tawuła średnia oprócz Pienin występuje jeszcze tylko w Bieszczadach. Osobliwością jest również reliktowa sosna, występująca w endemicznym zespole Calamagrostio variae-Pinetum.
W maju 2024 r. Katedra Bioróżnorodności Leśnej Uniwersytetu Rolniczego w Krakowie poinformowała, że w wyniku badań lidarowych na terenie Parku zidentyfikowano ponad 20 egzemplarzy jodły pospolitej, których wysokość przekraczała 50 m. Jest wśród nich okaz o wysokości 55,86 m i obwodzie pnia w pierśnicy wynoszącym 3,28 m, który ogłoszono najwyższym drzewem rodzimego gatunku, rosnącym w Polsce.
W lasach i na ich obrzeżach zakwitają: śnieżyczka przebiśnieg, pierwiosnek lekarski i pierwiosnek wyniosły, lepiężniki, żywiec gruczołowaty, miesiącznica trwała. Bardzo ciekawe i bogate gatunkowo są powstałe w wyniku wielowiekowej działalności człowieka łąki pienińskie. Z rzadszych roślin występują  liczne tutaj gatunki storczyków: m.in. dwulistnik muszy, storczyk szerokolistny, storczyk bzowy, storczyk męski, a także rzadkiego i imponującego ostrożnia głowacza czy ciemiężycę zieloną. W murawach naskalnych dominuje sesleria skalna, występuje także smagliczka skalna, kostrzewa blada, na wapiennych piargach cienistka Roberta.
W latach 2007–2009 stwierdzono występowanie na terenie parku 830 gatunków grzybów wielkoowocnikowych. Podczas tego monitoringu znaleziono 111 nowych gatunków grzybów dla Pienin. Teren Pienin jest jednym z najlepiej przebadanych przyrodniczo terenów. Fakt znalezienia tak licznych nowych na nim gatunków pokazuje, jak wiele jeszcze potrzeba do pełnego zbadania tej grupy organizmów.
W Pienińskim Parku Narodowym, położonym w centralnej części Pienin, dominują gleby litogeniczne wapniowcowe, obejmujące ponad 60% powierzchni. Wśród nich znajdują się rędziny i pararędziny, charakteryzujące się różnym stopniem rozwoju. Gleby brunatnoziemne zajmują około 30% obszaru parku, natomiast pozostałe 10% przypada na gleby hydrogeniczne i aluwialne.

## Fauna
Urozmaicony teren i różnorodność warunków środowiskowych sprawia, że również świat zwierząt jest ciekawy. W Pieninach naliczono ponad 7 tys. gatunków zwierząt, w tym ok. 235 gatunków kręgowców. Z większych ssaków występują: borsuk, dzik, jeleń, ryś, żbik, kuna leśna, sarna. Dzięki występowaniu jaskiń, w których mogą zimować, bogata jest fauna nietoperzy, obejmująca aż 15 gatunków. Najliczniejszy wśród nich jest rzadki już w Europie podkasaniec mały. Z rzadkich gryzoni żyjących na obszarze występuje mysz małooką, reprezentującą element fauny stepowej. Bogata jest awifauna – w latach 1955–1959 doliczono się ok. 160 gatunków ptaków, w tym ok. 100 gniazdujących tutaj. Z gatunków naskalnych występują nagórnika, pomurnika, kopciuszka i gniazdującego również w skałach bociana czarnego, z rzadszych drapieżników puchacza. W Dunajcu żyje głowacica.
O ile fauna kręgowców, choć bogata, nie wykazuje odrębności gatunkowej w stosunku do otaczających Pieniny terenów, to w faunie bezkręgowców odkryto wiele endemitów i gatunków reliktowych. Stwierdzono tu występowanie ok. 6500 gatunków bezkręgowców. Pienińskie łąki słyną z różnorodności motyli, ogólnie w Pieninach naliczono ich ok. 1600 gat. 6% z nich to ciepłolubne gatunki, w Polsce znane tylko z Pienin, lub bardzo rzadkie poza nimi. Najsłynniejszy z nich to niepylak apollo. Na bukach w Masywie Trzech Koron występuje – wymierająca już w Polsce – nadobnica alpejska. Co roku naukowcy opisują w Pieninach nowe gatunki bezkręgowców.

## Działalność parku
- Dzięki licznym, trwającym już 150 lat badaniom naukowców szczegółowo udokumentowano florę i faunę parku. Zaraz po utworzeniu PPN w 1936 r. opracowano szczegółowy plan gospodarczo-leśny, który wykonano bardzo szczegółowo (m.in. policzono i pomierzono wszystkie drzewa i większe krzewy).
- Aby silnie zmienione przez kilkusetletnią działalność człowieka drzewostany przywrócić do naturalnych, prowadzi się ich przebudowę poprzez nasadzenia. Stanowiska występowania cennych okazów drzew są monitorowane, a w razie potrzeby podejmuje się czynne zabiegi ich ochrony.
- Bardzo ważne dla zachowania bioróżnorodności Pienin są łąki. Aby nie dopuścić do ich zarośnięcia lasem, są one systematycznie koszone, a siano jest wywożone. Na 20 półarowych poletkach tych łąk pracownicy parku co roku sporządzają tzw. zdjęcie fitosocjologiczne – spis wszystkich gatunków roślin naczyniowych.
- Dla zachowania różnorodności przyrodniczej i kulturowej utrzymuje się na Hali Majerz tzw. kulturowy wypas owiec.
- Uruchomiono specjalny program dla ochrony motyla niepylaka apollo: hodowla, znakowanie, monitoring, koszenie łąk, na których występuje.
- Dokonywana jest reintrodukcja niektórych gat., np. sokoła wędrownego.
- Specjalną ochroną objęto płazy. Co roku wiosną podejmowana jest akcja ochrony płazów wędrujących przez drogę do Sromowiec-Kąty (osiatkowanie drogi i codzienne przenoszenie płazów na drugą stronę drogi). Aby nie składały skrzeku w zbiorniku wyrównawczym Jeziora Czorsztyńskiego, gdzie nie miałby on szans na rozwój, został on przed płazami zabezpieczony, a dla ich rozrodu wykonano specjalne stawki.
- Przy głównych wejściach do parku znajduje się 5 pawilonów Pienińskiego Parku Narodowego (jeden z nich w budynku dyrekcji parku), w których można zapoznać się z przyrodą Pienin i udzielana jest informacja turystyczno-przyrodnicza. Przy trzech z nich (w Krościenku, Sromowcach Niżnych i Szczawnicy) istnieją ogródki skalne z charakterystycznymi dla pienińskich piargów i skał gatunkami roślin[2].